# Calínico de Apolônia
Calínico de Apolônia (em latim: Callinicus) foi um romano do século III, venerado como um mártir cristão. Foi morto por sua fé em Apolônia, Frígia, durante a perseguição de Décio (r. 249–251). Originalmente um pagão, converteu-se ao presenciar a bravura e o milagre de São Tirso. Foi decapitado por sua conversão.
Morreram com ele Tirso e Lêucio.